# Conure à oreillons
Pyrrhura hoematotis
Espèce
Statut de conservation UICN

 LC  : Préoccupation mineure
Statut CITES
La Conure à oreillons (Pyrrhura hoematotis) est une espèce d'oiseau appartenant à la famille des Psittacidae.

## Description
Cet oiseau mesure environ 25 cm. Il ressemble beaucoup à la Conure de Souancé mais s'en distingue par les zones périauriculaires rouges, par les écailles moins étendues et les rémiges bleues.

## Habitat
Cette espèce vit entre 1 000 et 2 000 m d'altitude.

## Répartition et sous-espèces
Cet oiseau est endémique du Venezuela.
- P. h. immarginata Zimmer & Phelps, 1844 — État de Lara ;
- P. h. hoematotis Souancé, 1857 — cordillère de la Costa.